# Birkenreismühle

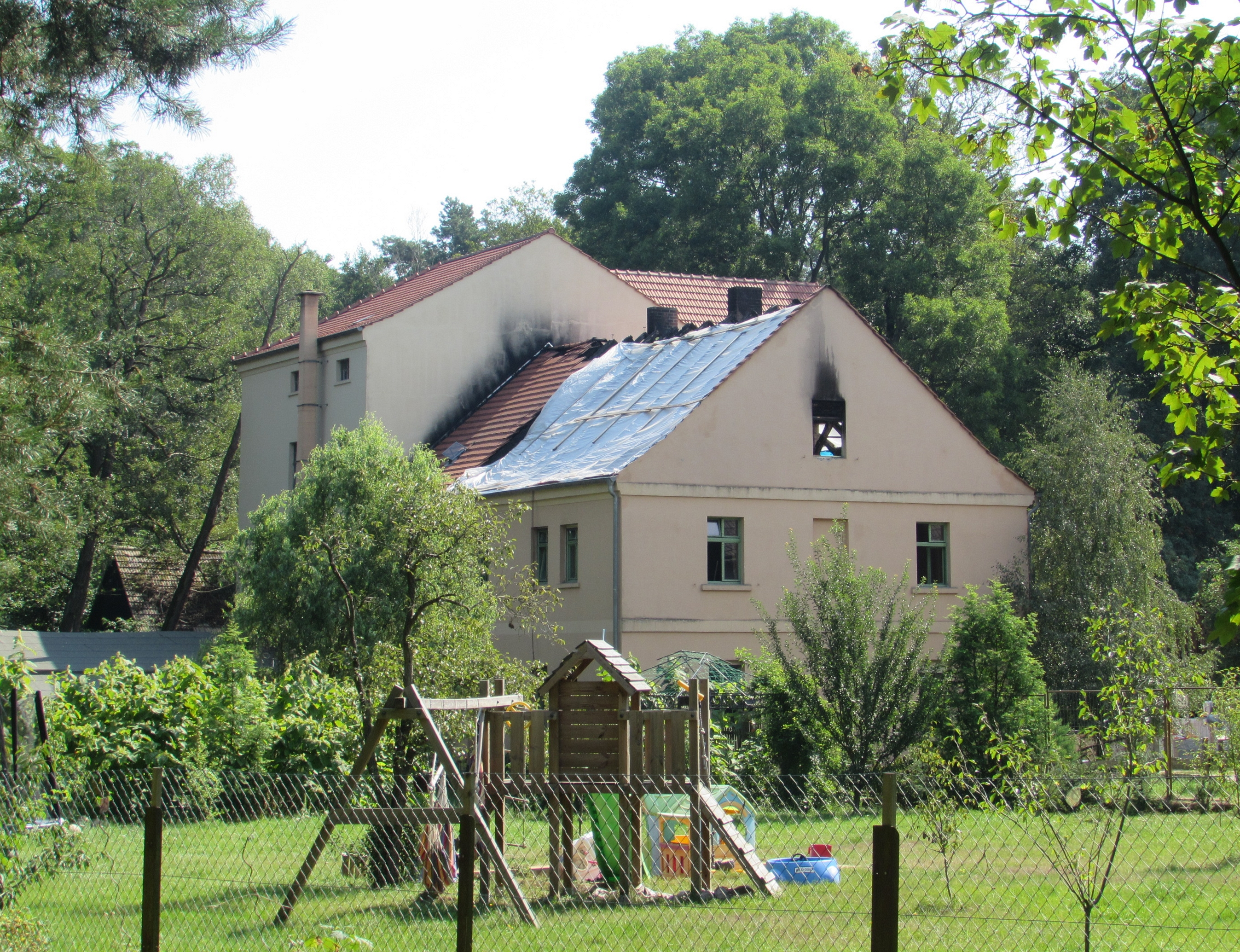
Das Baudenkmal Birkenreismühle 2015 nach dem Brand

Birkenreismühle ist eine ehemalige Wassermühle an der Buckau im Bundesland Brandenburg. Die ehemalige Mühle ist als Baudenkmal ausgewiesen. Die Birkenreismühle gehört als Wohnplatz zum Ortsteil Buckau der Gemeinde Buckautal.

## Geschichte
Im Verlauf des Flusses Buckau bestanden bereits seit dem Mittelalter mehrere Wassermühlen. Eine von ihnen war die Birkenreismühle. In der Neuzeit, 1782 bestand die Mühle aus einem Mahlwerk. 1820 wurde die Birkenreismühle mit einem Mahlgang und einem Schneidegang, also als kombinierte Getreide- und Sägemühle beschrieben. Zwischen 1968 und 1990 wurde die Mühle mit Elektrizität betrieben. Das Sägewerk ist erhalten.
2001 wurde die alte Mühle mit Nebengebäuden privat gekauft und saniert. Auf dem Hof wurde ein Gnadenhof etabliert. Am 18. Juni 2015 kam es im Ensemble der Birkenreismühle zu einem Großbrand, in dessen Verlauf das Wohnhaus schwer beschädigt wurde. Ein Übergreifen der Flammen auf die alte Mühle konnte verhindert werden.